# Viktor Rybakov
Viktor Grigor'evič Rybakov (in russo Виктор Григорьевич Рыбаков?; Magadan, 28 maggio 1956) è un ex pugile sovietico, dal 1991 russo.

## Palmarès

### Olimpiadi
- 2 medaglie:
  - 2 bronzi (Montréal 1976 nei pesi gallo; Mosca 1980 nei pesi piuma)

### Europei dilettanti
- 2 medaglie:
  - 2 ori (Katowice 1975 nei pesi gallo; Colonia 1979 nei pesi piuma)